# 이갑용 (처사)

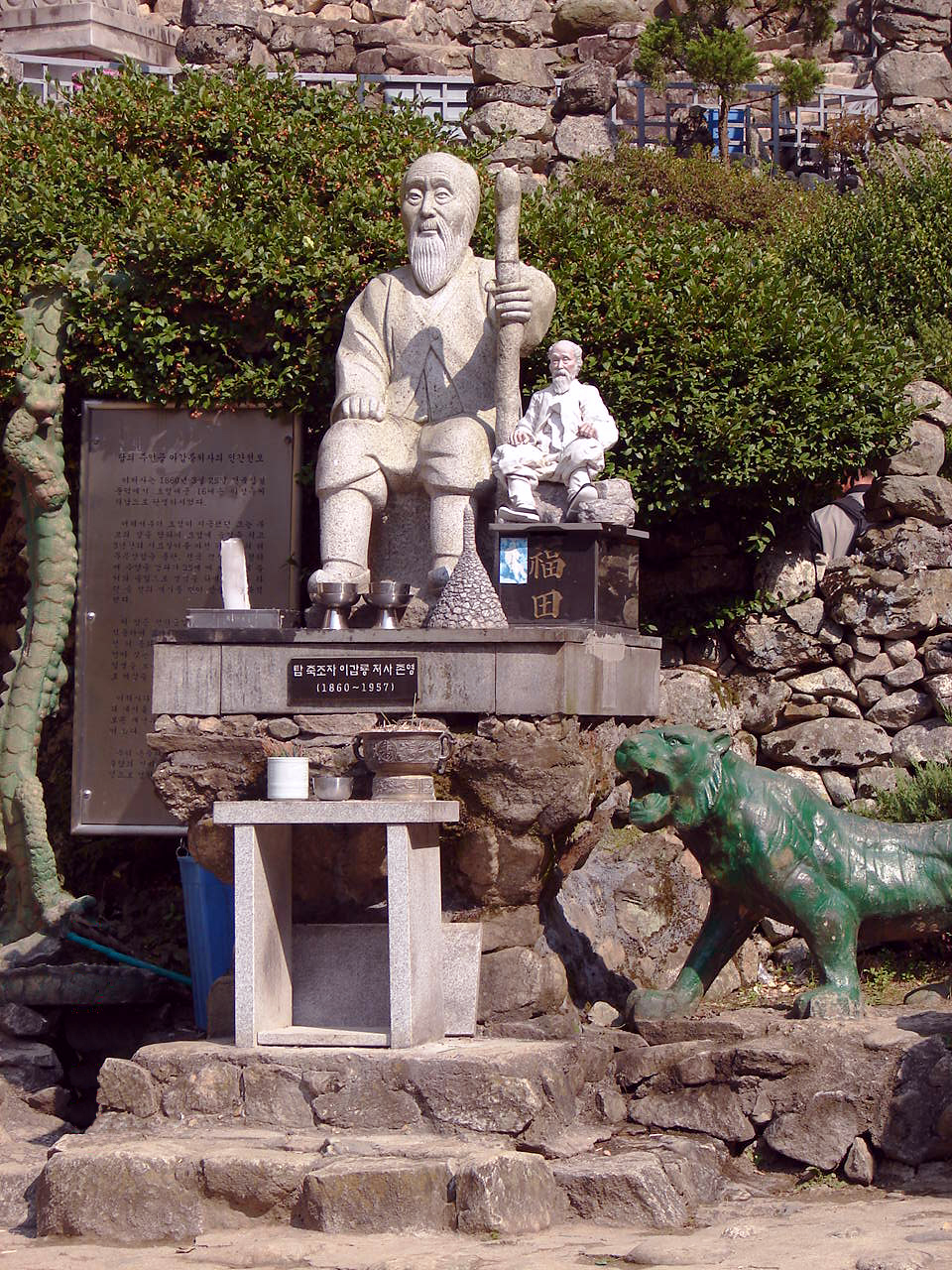
조각상

이갑용 (한자: 李甲用, 영어: Lee Gap-ryong, 1860년 ~ 1957년)은 조선 왕 태종의 아들 효령대군의 16대손이다. 세계적인 불가사의로 알려진 마이산의 마이산탑을 건축한 조탑자이다. 마이산탑사는 CNN 선정 한국에서 가장 아름다운 사찰로 선정되었다.
이갑룡이 25세에 마이산에 입산하였는데 임오군란이 일어나고 전봉준이 처형되는 등 시대적으로 뒤숭숭했고 어두운 세속을 한탄하며 백성을 구하겠다는 구국일념으로 기도로 돌탑을 쌓기 시작했다. 마이산에 탑이 쌓인 뒤 한국의 독립 운동가 들에게 독립운동 비용으로 황소를 전달했다고 한다.

## 같이 보기
- 마이산
- 마이산탑